# Mrs. Fletcher
Mrs. Fletcher é uma minissérie de comédia americana baseada no romance homônimo de Tom Perrotta. A série é estrelada por Kathryn Hahn e recebeu um pedido da HBO para a produção da série. O piloto foi escrito por Perrotta e dirigido por Nicole Holofcener.
Em 16 de agosto de 2019, foi anunciado que a série estreará em 27 de outubro de 2019. Antes de sua estréia na transmissão, vários episódios da série receberam uma exibição prévia no programa Primetime do Festival Internacional de Cinema de Toronto de 2019.

## Premissa
Mrs. Fletcher é uma história de amadurecimento da Sra. Eve Fletcher (Hahn) e de seu filho Brendan (White). Eve é divorciada e está passando por uma crise de meia idade. Ela decide que não quer mais ser ela mesma quando seu filho Brendan vai para a faculdade como calouro. Ela experimenta o despertar sexual e a realização sexual que a iludiram em seus anos mais jovens. Brendan também sofre com seus próprios problemas sexuais enquanto navega na vida universitária.

## Elenco e personagens

### Principais
| Intérprete           | Personagem   |
| -------------------- | ------------ |
| Kathryn Hahn         | Eve Fletcher |
| Jackson White        | Brendan      |
| Owen Teague          | Julian       |
| Cameron Boyce        | Zach         |
| Domenick Lombardozzi | George       |
| Jen Richards         | Margo        |
| Ifádansi Rashad      | Curtis       |
| Katie Kershaw        | Amanda Olney |

### Recorrente
| Intérprete           | Personagem   |
| -------------------- | ------------ |
| Casey Wilson         | Jane         |
| Jasmine Cephas Jones | Chloe        |
| Bill Daymond         | Boy Rafferty |
| Josh Hamilton        | Ted          |

## Recepção
No agregador de críticas Rotten Tomatoes, a série detém uma classificação de aprovação de 83% com base em 40 análises, com uma classificação média de 7.23/10. O consenso crítico do site diz: "Mrs. Fletcher é um estudo de caráter empático e comovente—às vezes incompleto—que prova a vitrine perfeita para a luminosa Kathryn Hahn". No Metacritic, a série tem uma pontuação média ponderada de 72 em 100, com base em 16 críticos, indicando "avaliações geralmente favoráveis".